# اچ‌ام‌اس هاو (۱۸۸۵)
اچ‌ام‌اس هاو (۱۸۸۵) (به انگلیسی: HMS Howe (1885)) یک کشتی بود که طول آن ۳۲۵ فوت (۹۹ متر) بود. این کشتی در سال ۱۸۸۵ ساخته شد.